# Indalecio Ojanguren
Indalecio Ojanguren Arrillaga (Éibar, 15 de noviembre de 1887-Éibar, 18 de febrero de 1972), conocido como el Fotógrafo Águila, fue un fotógrafo y montañero español. Fue un relevante fotógrafo eibarrés de principios del siglo XX que destacó por la fotografía paisajística producto de su afición montañera. 

## Biografía
Indalecio Ojanguren nació en el localidad guipuzcoana de Éibar, País Vasco (España), el 15 de noviembre de 1887. Recibió el nombre de "Indalecio" en honor del que fue su padrino de bautizo, Indalecio Sarasqueta, más conocido como el Txikito de Éibar, afamado pelotari de principios del siglo XX.
A los dieciséis años de edad entra a trabajar en la empresa G.A.C., que en aquel entonces producía armas cortas, pistolas y revólveres. Allí se especializa en montajes de movimientos de disparadores de revólveres.
A comienzos del siglo XX, influenciado por el fotógrafo Román Ortuoste, Ojanguren comienza a interesarse en la fotografía. En 1908 el diario ABC publica una fotografía suya; esta era la primera vez que le pagaban por una fotografía y que la misma era publicada. En ese tiempo, comienza a recorrer los montes de los alrededores al recibir consejo médico de que debía andar. La unión de la afición fotográfica con la montaña harían que su obra fuera singular y le asignaran el apodo de el Fotógrafo Águila.
En 1913 recibe un premio en Tolosa por una fotografía, que sería la primera de la serie Tipos Vascos. Seguía publicando fotografías en el ABC y en la revista donostiarra Novedades. 
El 27 de noviembre de 1914, con veintisiete años, justo con la crisis de la industria armera que siguió al cierre de las rutas comerciales al proclamarse España imparcial en la Primera Guerra Mundial, Ojanguren decide abrir un gabinete fotográfico; ya llevaba para entonces varios años atendiendo toda clase de trabajos gráficos, desde bodas hasta fotografía industrial y deportiva. También es en 1914 cuando el Club Deportivo Bilbao impulsa los recorridos alpinos; poco después sería la Federación Vasco Navarra de Alpinismo quien lograría difundir la afición alpina en el País Vasco. En estos inicios pioneros intervino Ojanguren, quien logró ser el primer guipuzcoano que realizaría el recorrido de los cien montes, que luego lo haría siete veces más. En sus caminatas montañeras siempre iba acompañado de su cámara fotográfica realizando un sinfín de fotografías de paisajes; en muchos de ellos aparecía él mismo. Acudía siempre acompañado de su cámara a todas partes, no dejando pasar ninguna oportunidad para el retrato de las diferentes celebraciones, de todo tipo, en las que participaba.
Tuvo dos hijo que siguieron la afición a la montaña del padre, en  1925 nació  Eli Ojanguren Txapartegi, quien también destacó en la fotografía y el deporte y luego nació Andrés
Recibió varios premios: en 1929 el Primer Congreso de Estadios Vascos le dio el primer premio de reportajes, y el Centro de Atracción y Turismo de San Sebastián de premió por su colección de escudos heráldicos.
Ojanguren colaboró con una veintena de publicaciones periodísticas y su obra fue publicada por muchos medios de todo tipo, desde pequeñas publicaciones locales hasta monográficos. Sus archivos guardaban una inmensa y amplia obra de alto valor etnográfico y paisajístico. 
Su afición a la montaña le llevó a implicarse en el Club Deportivo de Éibar, del que fue socio fundador, en donde ocupó varias veces la presidencia de la comisión de montaña y formó parte de su junta directiva llegando a ser presidente. En 1967 fue nombrado presidente honorario del mismo.
Trabajó como fotógrafo independiente, freelance, para multitud de medios, llegando sus fotografías hasta Argentina. Llegó a editar algunas de ellas como postales. Durante la Guerra Civil realizó fotografías del acontecimiento bélico (estas fueron expuesta en Zarauz en 1995).
En la posguerra no realizó trabajo de reportero; por su adscripción política (pertenecía al Partido Nacionalista Vasco) tuvo que pagar una multa para poder ejercer de nuevo de fotógrafo, pero ya más dedicado a la foto doméstica que a la de prensa. Aun así realizó un amplio reportaje de la reedificación de Éibar, que había resultado casi totalmente destruida durante la contienda. Recuperó algo su actividad reporteril en la década de los 50.
El trabajo gráfico realizado por Ojanguren en la prensa fue reconocido por los periódicos en los que trabajaba; así lo hace La Voz de Guipúzcoa el 30 de diciembre de 1924 y el 28 de enero de 1934 lo hace la revista deportiva Excelsius, en la que también colaboraba el eibarrés.
Por su afición montañera recibió varios reconocimientos: el 20 de junio de 1926 la Federación Vasco Navarra de Alpinismo le entregó la medalla de Oro al gran divulgador gráfico. Al año siguiente le homenajearon por su intensa, entusiasta y desinteresada propaganda gráfica en pro del alpinismo, y en 1934, en reconocimiento de su labor divulgadora del montañismo, le concedieron la Medalla al Mérito. En 1943 la Delegación Regional de Montaña le otorga la Medalla al Mérito Montañero en categoría regional y en 1946 la  Medalla Nacional al Mérito Deportivo de Montaña. 
En 1953 realizaron como homenaje el IX Salón Nacional de Fotografía de Montaña Indalecio Ojanguren por parte del Club Deportivo Éibar. Se le hicieron muchos más homenajes y reconocimientos hasta su muerte en la ciudad de Éibar el 18 de febrero de 1972. En su recuerdo el ayuntamiento de Éibar puso su nombre a una calle.

## Su obra
La obra de Ojanguren, de alto valor documental y etnográfico, consta de multitud de fotografías de paisajes, caseríos, escudos, ayuntamientos, montes, tipos populares... Entre 1914 y 1915 realizó fotografías en Guipúzcoa para la publicación Álbum gráfico descriptivo de Guipúzcoa, proyecto de Rafael Picavea y de la mano del periódico El Pueblo Vasco. Entre 1918 y 1919 hizo lo mismo en Vizcaya, pero esta vez no fue publicado. En su trabajo se observa un control absoluto y preciso de la luz y de la perspectiva. Durante la Guerra Civil ambos bandos utilizaron fotografías del eibarrés.
Ojanguren ilustró muchas publicaciones; entre ellas se pueden destacar las siguientes:
- Geografía general del País Vasco - Navarro, de Carreras Candi.
- Euskalerriaren Yakintza, de Resurrección María de Azkue.
- Catálogo de monumentos de Vizcaya, de Javier Ybarra.
- El País Vasco, de Pío Baroja.
- Los vascos, de Julio Caro Baroja.[3]
- Urkiola Indalecio Ojangurenen argazkietan, dentro de la colección Durango Merinaldeko Irudi Kuadernoak, publicado por Gerediaga Elkartea en 1993.

Una de sus exposiciones más celebradas fue la realizada en los años veinte, en la que mostró el montaje práctica el alpinismo y durante mucho tiempo realizó exposiciones de temática variada: País Vasco, Pirineos, Picos de Europa, Sierra Nevada, Marruecos...
En 1966 el archivo fotográfico de Ojanguren fue donado a la Diputación Foral de Guipúzcoa, quedando este organismo encargado de su custodia. Este archivo contiene más de 8000 fotografías que han sido microfilmadas y están puestas a disposición del público en el centro cultural Koldo Mitxelena de San Sebastián. Parte de estas fotografías están disponibles en la web de la Diputación Foral con licencia Creative Commons CC-BY. El Ayuntamiento de Éibar dispone de una copia de este archivo y se pueden ver fotos suyas en las páginas web del mismo.

## Medios para los que trabajó
Ojanguren trabajó en diferentes tipos de colaboración para más de una veintena de medios de prensa y gráficos; entre ellos están:
En San Sebastián
- La Voz de Guipúzcoa
- Novedades
- Erria
- El Diario Vasco
- La Voz de España
- Unidad

En Bilbao
- El Liberal
- Excelsior
- Excelsius
- El Pueblo Vasco
- El Nervión
- Euzkadi
- Hierro
- La Gaceta del Norte
- El Noticiero
- El Correo Español

En Madrid
- ABC
- Ahora
- As
- Luz
- La Nación
- Esto

En Barcelona
- La Hormiga de Oro

En Buenos Aires
- La Basconia[1]